# Navio oceanográfico

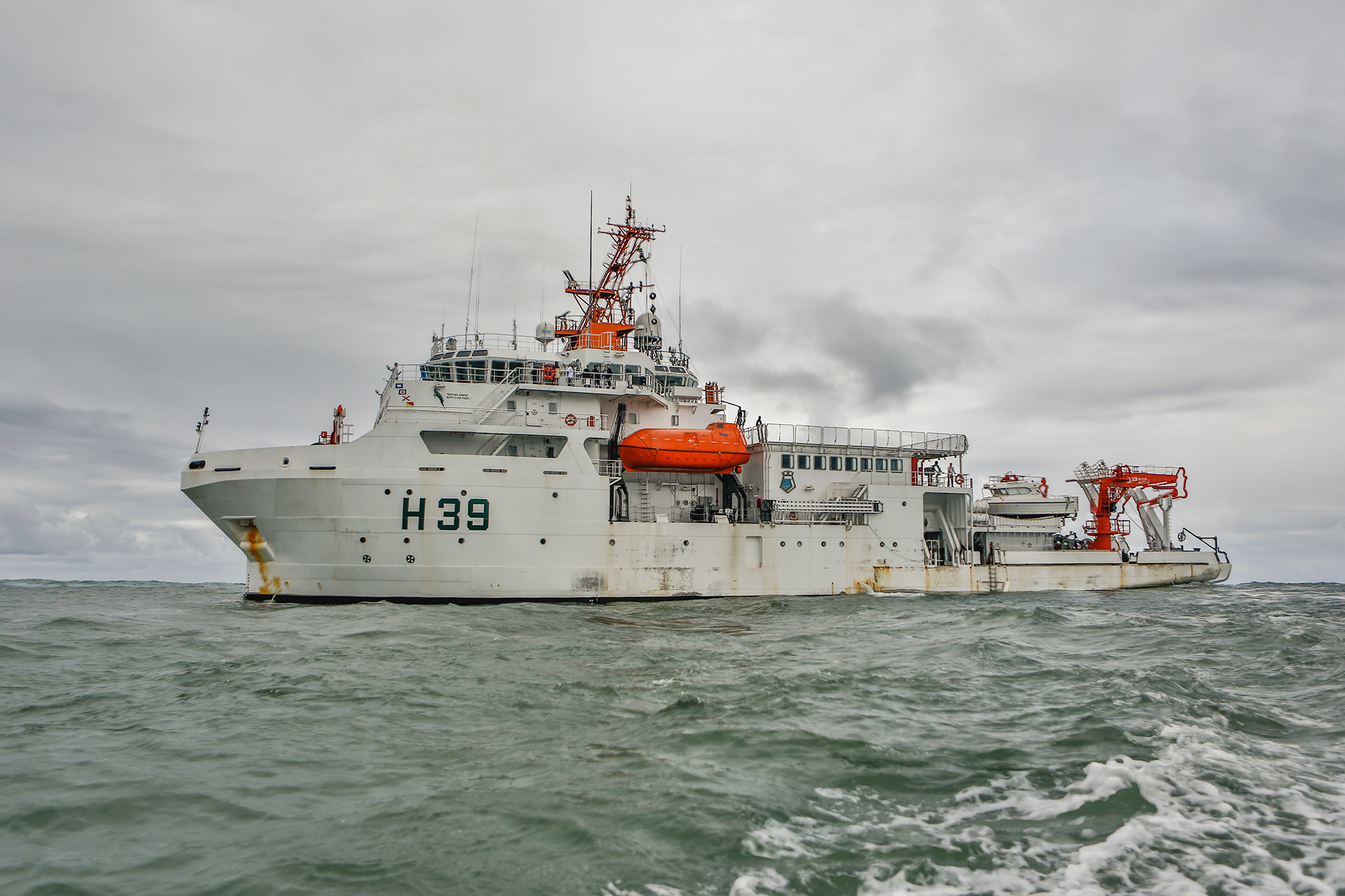
Navio de Pesquisa Hidroceanográfico Vital de Oliveira, que pertence à frota da Marinha do Brasil.

Navio oceanográfico é um tipo de embarcação preparada para executar pesquisas e levantamentos oceanográficos em águas costeiras e marinhas. Ele é uma plataforma móvel para a realização de pesquisas na área de ciências do mar, incluindo oceanografia, engenharia de pesca, biologia marinha, entre outros.

## Finalidade
Os navios oceanográficos servem como plataforma flutuante para o deslocamento de pesquisadores por toda a superfície do oceano global, a fim de realizar medições, fazer sondagens e coletar amostras desde a superfície até suas regiões mais profundas. Os estudos realizados a partir desse tipo de embarcação permitem conhecer o relevo oceânico, compreender a circulação de água, investigar os ciclos biogeoquímicos e estudar os ecossistemas marinhos, entre outras aplicações científicas. Assim é possível avançar o conhecimento humano sobre temas como aquecimento global, acidificação oceânica, conservação marinha e estoques pesqueiros.

## Importância

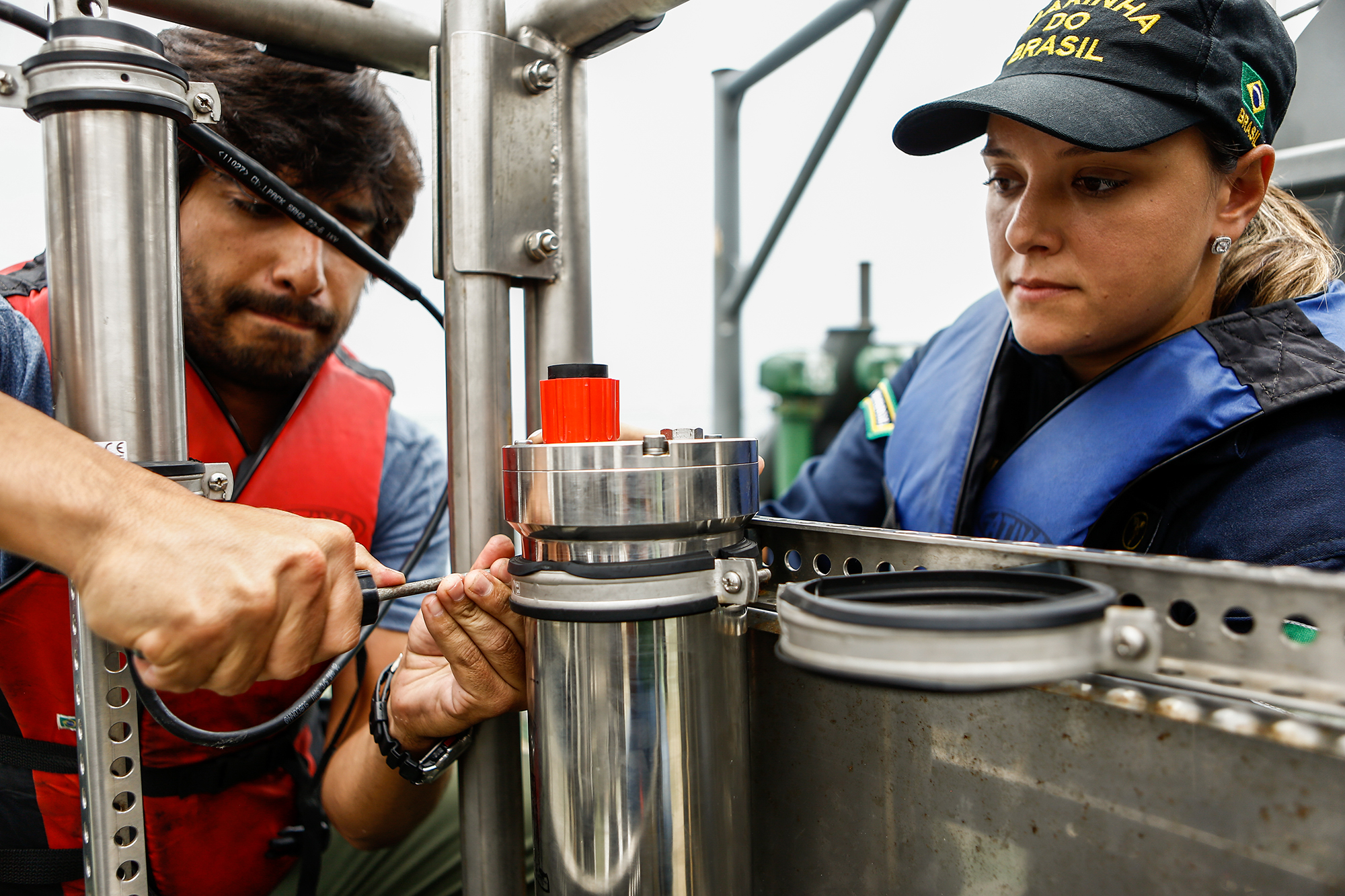
Coleta de dados a bordo de um navio oceanográfico.

Um navio especificamente construído (ou adaptado) e devidamente equipado para estudos marinhos é fundamental para oceanógrafos e outros cientistas do mar. Esse tipo de embarcação também é muito importante para a formação de futuros profissionais que irão atuar nas ciências do mar. No Brasil, por exemplo, as diretrizes curriculares para cursos de graduação em oceanografia exigem que os alunos cumpram pelo menos 100 horas em atividades de embarque. Assim, pode-se afirmar que um navio oceanográfico é tão importante para o oceanógrafo como um hospital é importante para o médico.

## Características
A estrutura da embarcação deve permitir a montagem de sensores e instrumentos de medição, pois há a necessidade de que diversos instrumentos científicos sejam instalados por longos períodos no navio oceanográfico. Ecossondas e sonares, por exemplo, são instalados na parte submersa do navio, sob seu casco. Já sensores de equipamentos meteorológicos são geralmente instalados no convés mais alto ou nos mastros do navio.
Muitos equipamentos de coleta de dados ou amostras são grandes e pesados. Dessa forma, sua colocação e retirada da água podem ser atividades difíceis e até mesmo perigosas. Os equipamentos de movimentação de carga disponíveis no navio, como guindastes e guinchos, facilitam essas operações.
O processamento inicial das amostras coletadas frequentemente é realizado a bordo. Por isso, é essencial que o navio oceanográfico tenha espaços abrigados que possam ser utilizados como laboratórios. A sofisticação desses laboratórios varia bastante dependendo do tamanho e da infraestrutura do navio. De qualquer maneira, um navio oceanográfico deve ter ao menos um laboratório molhado (para atividades que necessitam o uso de água) e um laboratório seco (para atividades avessas ao contato com a água). Este geralmente é equipado com computadores, entre outros equipamentos eletrônicos.
Durante uma campanha oceanográfica, a tripulação e os pesquisadores permanecem no mar por vários dias ou várias semanas. Com isso, os navios oceanográficos dispõem de camarotes que servem como dormitórios e locais de preparo de refeições.

## Equipamentos

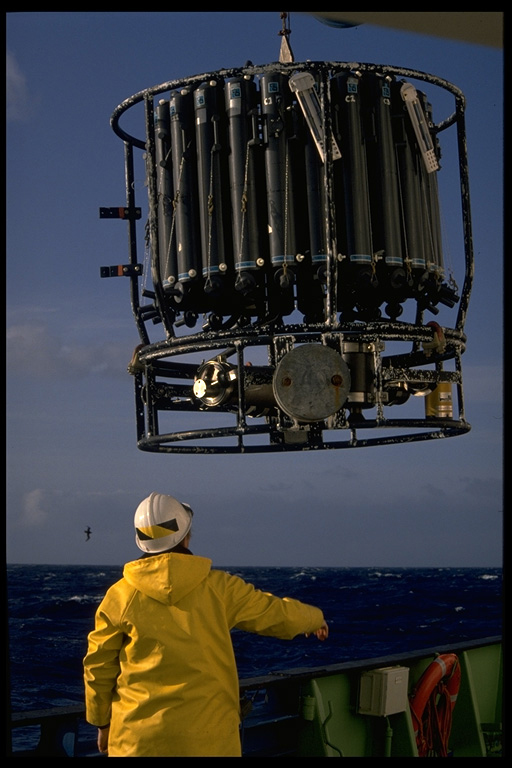
Roseta equipada com um arranjo de garrafas oceanográficas na parte superior e um CTD na parte inferior da estrutura metálica.

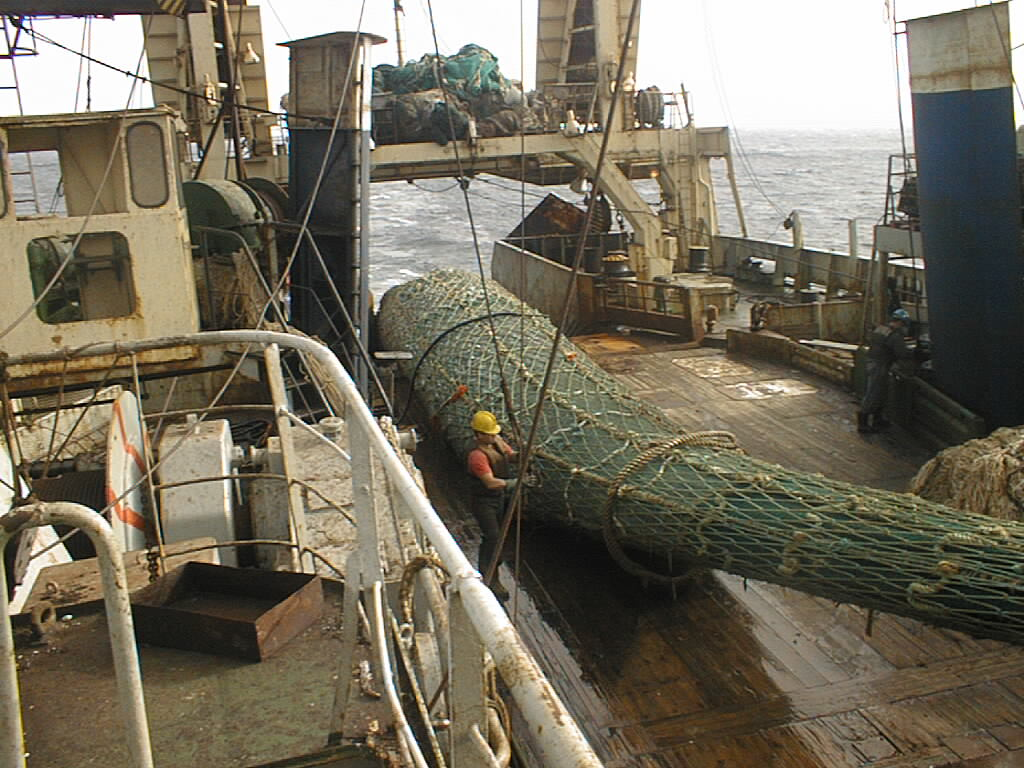
Rede de arrasto de pesca.

Abaixo é apresentada uma lista de equipamentos encontrados nos navios oceanográficos, bem como uma breve descrição dos mesmos. Vale ressaltar que nem todos os navios oceanográficos possuem todos esses equipamentos.
- ADCP: equipamento que emite sinais acústicos para medir a velocidade de partículas na coluna de água. Seu funcionamento baseia-se em um princípio físico de propagação de ondas sonoras conhecido como efeito Doppler.
- Amostrador de fundo: equipamento utilizado para coletar amostras pontuais de sedimento superficial no leito marinho. Existem diversos modelos e tamanhos de amostradores, incluindo: van Veen, Ekman, Peterson, etc. Geralmente é utilizado com navio à deriva.
- Box corer: equipamento que combina características de um amostrador de fundo e um testemunhador para coletar sedimento no leito marinho.

- CTD: equipamento que possui sensores para registrar condutividade, temperatura e pressão na coluna de água. Os registros de condutividade e pressão podem ser convertidos em salinidade e profundidade, respectivamente.
- Disco de Secchi: equipamento simples que serve para estimar a transparência da água e a profundidade da zona eufótica.
- Draga: equipamento que é arrastado pelo navio sobre o fundo marinho para coletar amostras de sedimento e organismos bentônicos em uma determinada área.
- Ecossonda: equipamento que utiliza a propagação do som no plano vertical para detectar obstáculos (por exemplo, cardume de peixes) na coluna de água abaixo da embarcação. Assim, também pode ser usada para medir a profundidade local da coluna de água.
- Ecossonda científica: sistema eletrônico digital para levantamento subaquático, mostrando feições de fundo e o relevo submarino.[4]
- Garrafa oceanográfica: utilizada para coletar amostras de água do mar em uma determinada profundidade. Há diversos modelos de garrafas, como: Nansen, Niskin, van Dorn, Go-Flo, etc. Dependendo do modelo, essas garrafas são lançadas na água em posição vertical ou horizontal.
- GPS: equipamento receptor de sinais de satélite que calcula a posição geográfica do navio no globo terrestre. Dependendo do modelo, ele pode captar sinais de diferentes constelações de satélites, como: GPS (Estados Unidos), GLONASS (Rússia), Galileo (União Europeia) e Compass (China).
- Perfilador submarino de vídeo: sistema de imagem composto por uma câmera de vídeo de alta resolução capaz de fazer filmagens na coluna de água, podendo detectar partículas pequenas de tamanhos a partir de 100 µm.[4]

- Rede de arrasto: apetrecho de pesca para amostrar peixes e macroinvertebrados. Existem vários tipos e tamanhos de redes, que podem ser arrastadas pelo navio. Esse arrasto pode ser pelágico (realizado na coluna de água) ou demersal (realizado próximo ao leito marinho).
- Rede de plâncton: utilizada para coletar amostras de plâncton na água do mar a partir do seu arrasto pela embarcação. Existem vários tipos e tamanhos de redes que são apropriados para diferentes estudos. A malha da rede determina o tipo de plâncton que será amostrado (fitoplâncton, zooplâncton ou ictioplâncton).
- Refratômetro: equipamento simples que mede a salinidade da água a partir da refração da luz.
- Roseta: equipamento que possui um arranjo de garrafas oceanográficas e um CTD acoplado à sua estrutura metálica. Outros equipamentos (por exemplo, ADCP) também podem ser acoplados a essa estrutura.
- ROV: pequeno veículo submersível não tripulado que é operado de maneira remota. Ele é equipado com câmera de vídeo para filmagens submarinas. Sensores também podem ser acoplados ao veículo. Dependendo de seu porte, ainda há a possibilidade de coletar amostras com um braço mecânico.
- Sonar de navegação: equipamento utiliza a propagação do som no plano horizontal para detectar outras embarcações ou objetos próximos.
- Sonar de varredura lateral: sistema que utiliza o som para investigar o fundo do oceano, sendo possível construir uma imagem do assoalho marinho.
- Sonda multiparâmetro: equipamento que possui diversos sensores para medição de parâmetros da coluna de água, como: oxigênio dissolvido, condutividade, salinidade, sólidos dissolvidos totais, potencial hidrogeniônico (pH), potencial de oxi-redução (Eh), temperatura, entre outros.
- Termômetro de inversão: mede a temperatura da água, sendo geralmente acoplado a uma garrafa oceanográfica.
- Testemunhador: amostrador de fundo que penetra no sedimento marinho para coletar uma amostra pontual e vertical de diversas camadas estratigráficas.

## Embarcações brasileiras
Navio Polar Almirante Maximiano (Marinha do Brasil): construído na Noruega em 1974 e adquirido pela Marinha do Brasil em 2009. Foi projetado para operar em regiões polares e oferece suporte às expedições brasileiras na Antártica.
Navio Oceanográfico Almirante Saldanha (Marinha do Brasil): primeiro navio oceanográfico brasileiro, construído na Inglaterra em 1934 como navio-escola. Em 1950 passou a atuar como navio oceanográfico, tendo sido descomissionado em 1990. Desenvolveu estudos oceanográficos ao longo de toda a costa brasileira.

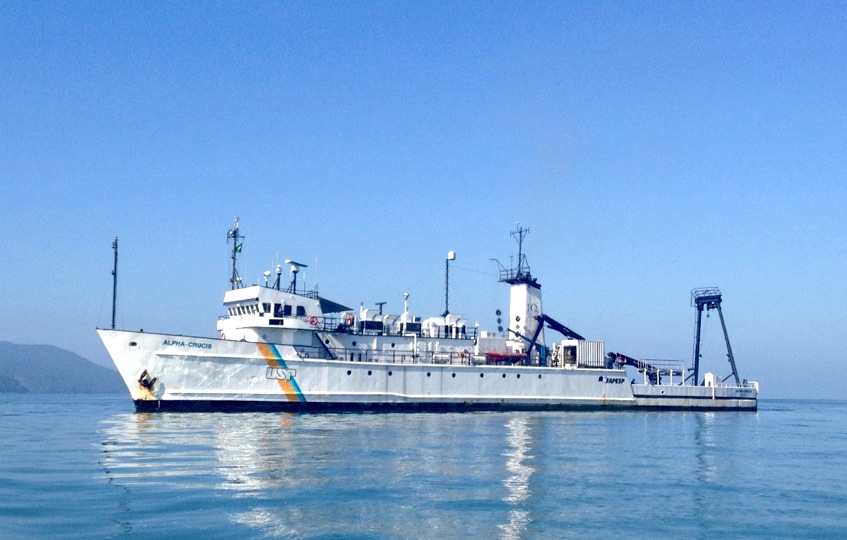
Navio Oceanográfico Alpha Crucis, que pertence à frota da Universidade de São Paulo.

Navio Oceanográfico Alpha Crucis (Universidade de São Paulo): construído em 1973 nos Estados Unidos. Fez parte da frota de embarcações de pesquisa da Universidade do Havaí por 30 anos, quando era conhecido como R/V Moana Wave. A embarcação foi adquirida pela Universidade de São Paulo em 2012, passando por reforma e instalação de diversos equipamentos científicos de última geração.
Barco de Pesquisa Alpha Delphini (Universidade de São Paulo): construído no Brasil, foi adquirido pela Universidade de São Paulo projetado para levantamentos na plataforma continental brasileira. Um de seus objetivos é o treinamento de pesquisadores e alunos em atividades no mar.
Navio Oceanográfico Antares (Marinha do Brasil): construído em 1983 na Noruega e adquirido pela Marinha do Brasil em 1988. Está equipado com instrumentos de pesquisa oceanográfica modernos e particularmente adequado para levantamentos em oceanografia física, química e geológica.

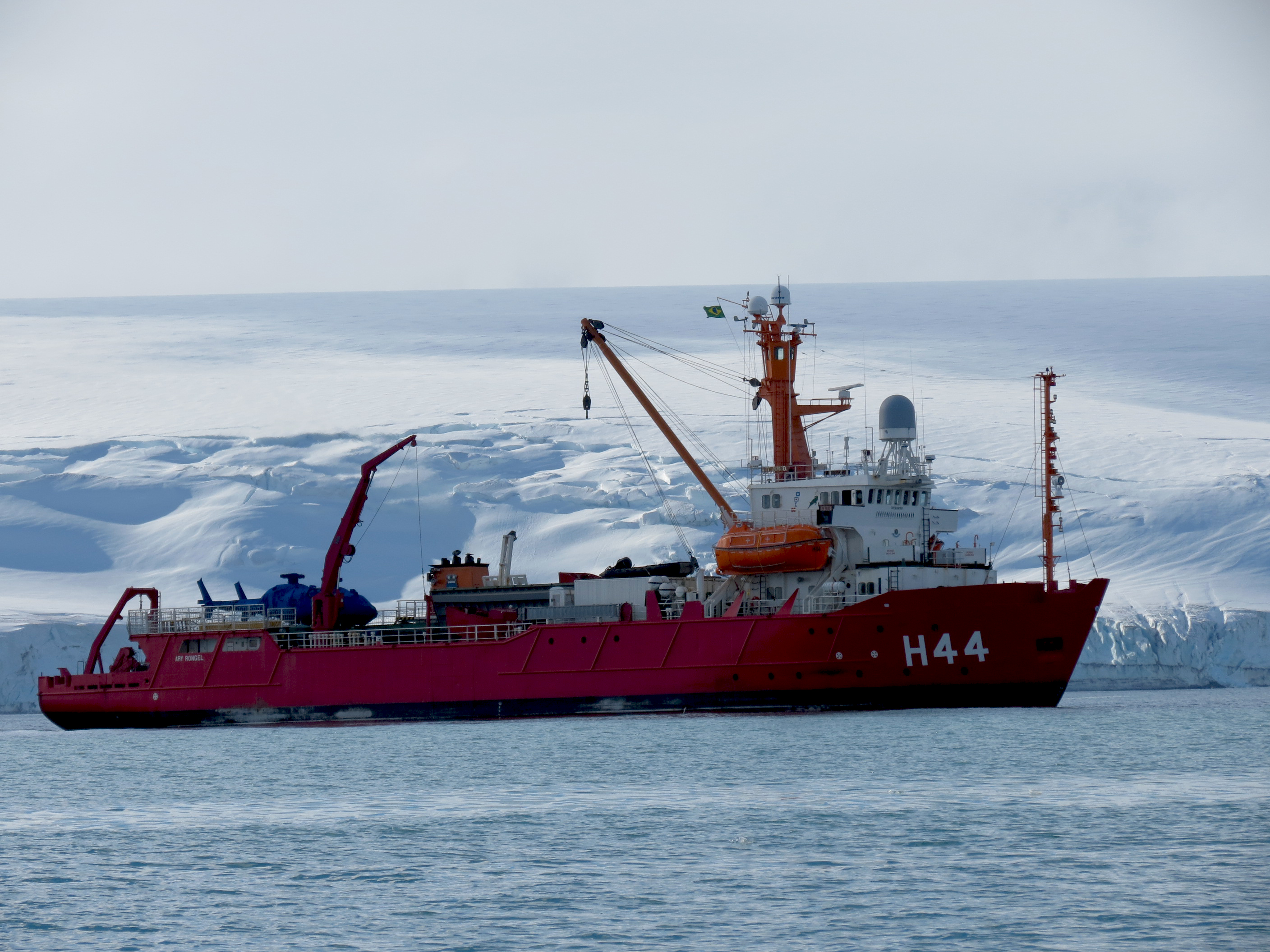
Navio de Apoio Oceanográfico Ary Rongel

Navio de Apoio Oceanográfico Ary Rongel (Marinha do Brasil): construído na Noruega em 1981 e adquirido pela Marinha do Brasil em 1994. Foi projetado para operar em regiões polares e tem como principal atividade oferecer suporte às atividades brasileiras na Antártica, incluindo pesquisas científicas.
Navio Oceanográfico Atlântico Sul (Universidade Federal do Rio Grande): construído no Brasil em 1973 e cedido à universidade em 1978. É uma importante plataforma de treinamento em atividades no mar para pesquisadores e alunos envolvidos com as ciências do mar em todo o país. Está equipado com bons equipamentos científicos oceanográficos.
Navio de Apoio Oceanográfico Barão de Teffé (Marinha do Brasil): construído na Dinamarca como navio cargueiro e adquirido pela Marinha do Brasil em 1982. Depois de reequipado, foi uma das primeiras embarcações brasileiras a chegar ao continente antártico. Em 2002, recebeu baixa do serviço militar.
Navio Oceanográfico Ciências do Mar I (Ministério da Educação): lançado ao mar 2014 e cedido à Universidade Federal do Rio Grande (FURG). É o primeiro de uma série de quatro laboratórios flutuantes destinados à pesquisa marinha brasileira. Sua construção foi financiada pelo Ministério da Educação para capacitar universitários dos cursos vinculados às ciências do mar na Região Sul do Brasil.
Navio Oceanográfico Ciências do Mar II (Ministério da Educação): lançado ao mar 2018 e cedido à Universidade Federal do Maranhão (UFMA). Responsável pela capacitação de universitários das ciências do mar na Região Norte do Brasil, além dos estados do Maranhão e Piauí na Região Nordeste.
Navio Oceanográfico Ciências do Mar III (Ministério da Educação): assim como o NOc Ciências do Mar II, foi lançado ao mar em 2018 e cedido à Universidade Federal Fluminense (UFF). Tem o objetivo de capacitar universitários das ciências do mar na Região Sudeste do Brasil.
Navio Oceanográfico Ciências do Mar IV (Ministério da Educação): lançado ao mar em 2020 e cedido à Universidade Federal de Pernambuco (UFPE). Busca capacitar universitários das ciências do mar na Região Nordeste do Brasil (exceto Maranhão e Piauí).

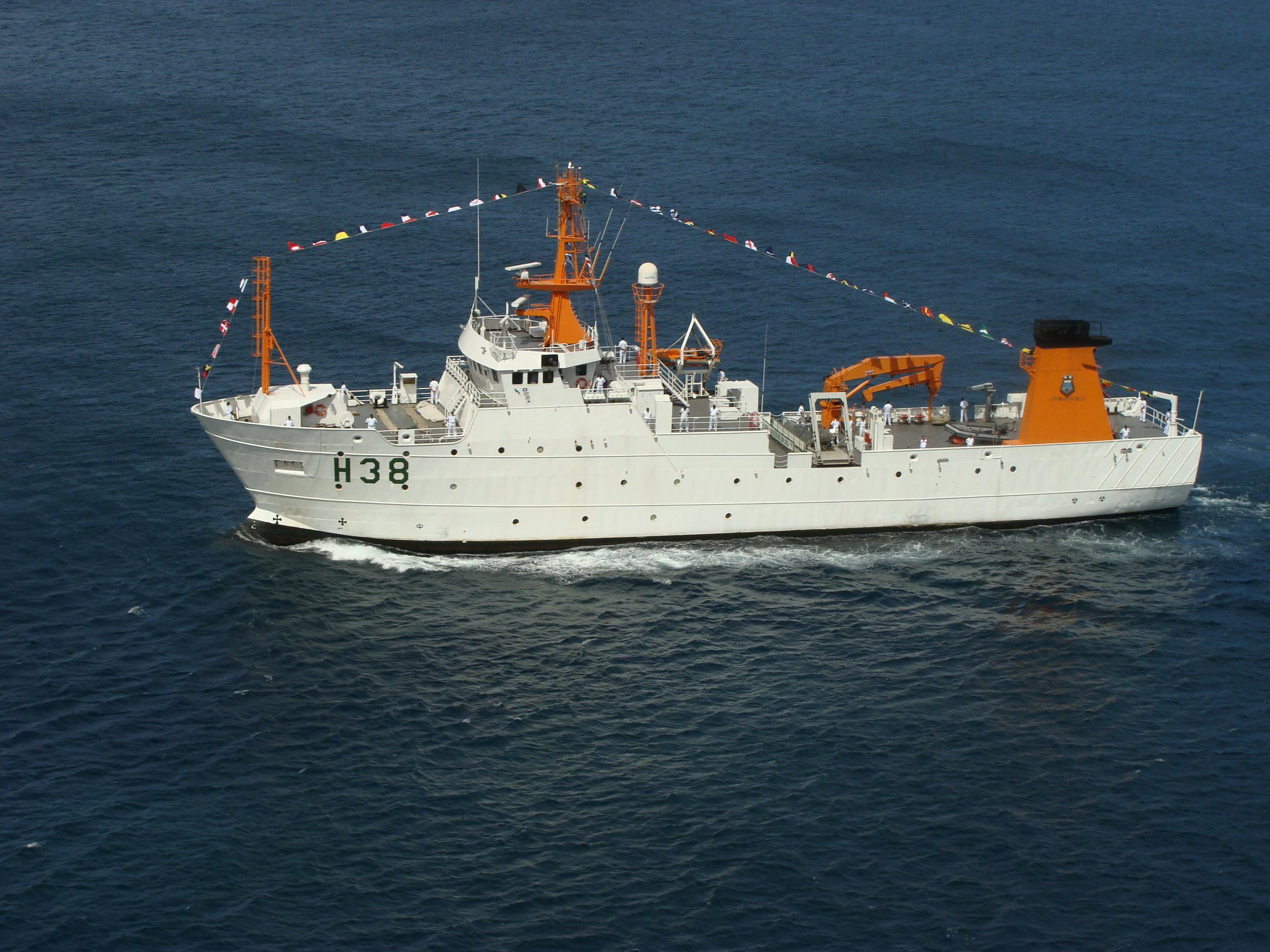
Navio Hidroceanográfico Cruzeiro do Sul

Navio Hidroceanográfico Cruzeiro do Sul (Marinha do Brasil): construído em 1986 na Noruega e incorporado pela Marinha do Brasil em 2007. Está equipado com instrumental moderno de pesquisa oceanográfica.
Navio Oceanográfico Luiz Carlos (Universidade do Estado do Rio de Janeiro): lançado ao mar em 2020 pela Universidade do Estado do Rio de Janeiro (UERJ), com o objetivo de atender as pesquisas e projetos oceanográficos dos estudantes e cientistas do estado do Rio de Janeiro.
Navio Oceanográfico Prof. W. Besnard (Universidade de São Paulo): construído em 1967 na Noruega, realizou seis viagens à Antártica e desenvolveu pesquisas ao longo de toda a costa brasileira. Foi descomissionado em 2008.
Navio de Pesquisa Hidroceanográfico Vital de Oliveira (Marinha do Brasil): construído na China com recursos financeiros do Ministério Ciência, Tecnologia e Inovação (MCTI), Serviço Geológico do Brasil (CPRM), Petrobras S.A. e Vale S.A., sendo entregue e incorporado à frota da Marinha do Brasil em 2015. É o mais moderno navio oceanográfico do Brasil, possuindo equipamentos oceanográficos de última geração e cinco laboratórios a bordo, sendo dois molhados e três secos.